# Nafana (Ferkessédougou)
Pour les articles homonymes, voir Nafana.
Nafana  est une localité du nord de la Côte d'Ivoire appartenant au département de Ferkessédougou, Région des Savanes. La localité de Nafana est un chef-lieu de commune.